# 2012-es Generali Ladies Linz
A 2012-es Generali Ladies Linz női tenisztornát Linzben rendezték meg 2012. október 8. és 14. között. A verseny International kategóriájú volt. A mérkőzéseket kemény borítású fedett pályákon játszották, 2012-ben huszonhatodik alkalommal.

## Győztesek
Az egyéni tornagyőzelmet a világelső Viktorija Azaranka szerezte meg, miután a fináléban 6–3, 6–4 arányban jobbnak bizonyult az ötödik kiemelt Julia Görgesszel szemben. A fehérorosz játékos első alkalommal vett részt a linzi tornán, amelyet szettveszteség nélkül fejezett be. A US Opent követően tizenhárom mérkőzést és huszonhat játszmát nyert meg zsinórban, s egyet sem veszített el e verseny befejeztéig (Tokióban két győztes meccs után visszalépett, a pekingi viadalt pedig megnyerte). A szezon során a hatodik WTA-diadalát aratta, amivel beérte a szintén hat tornagyőzelemig jutó Serena Williamst.
A párosok versenyét az első kiemelt Anna-Lena Grönefeld–Květa Peschke-kettős nyerte meg, miután a fináléban 6–3, 6–4-re legyőzték a második kiemelt Julia Görges–Barbora Záhlavová-Strýcová-duót. Grönefeld és Peschke első közös WTA-címüket szerezték meg, összességében a német játékosnak ez volt a tizenkettedik, a cseh teniszezőnek pedig a huszonnegyedik sikere párosban.

## Döntők

### Egyéni
Viktorija Azaranka –  Julia Görges 6–3, 6–4

### Páros
Anna-Lena Grönefeld /  Květa Peschke –  Julia Görges /  Barbora Záhlavová-Strýcová 6–3, 6–4

## Világranglistapontok
| Eredmény           | Egyéni | Páros |
| ------------------ | ------ | ----- |
| Győzelem           | 280    | 280   |
| Döntő              | 200    | 200   |
| Elődöntő           | 130    | 130   |
| Negyeddöntő        | 70     | 70    |
| 16 között          | 30     | 1     |
| 32 között          | 1      | –     |
| Főtáblára jutás    | 16     | –     |
| Selejtező (döntő)  | 10     | –     |
| Selejtező (2. kör) | 6      | –     |
| Selejtező (1. kör) | 1      | –     |

## Pénzdíjazás
A torna összdíjazása a többi International versenyhez hasonlóan 220 000 amerikai dollár volt. Az egyéni bajnok 37 000 dollárt, a győztes páros együttesen 11 000 dollárt kapott.
| Eredmény           | Egyéni   | Páros    |
| ------------------ | -------- | -------- |
| Győzelem           | 37 000 $ | 11 000 $ |
| Döntő              | 19 000 $ | 5750 $   |
| Elődöntő           | 10 200 $ | 3100 $   |
| Negyeddöntő        | 5340 $   | 1650 $   |
| 16 között          | 2950 $   | 860 $    |
| 32 között          | 1725 $   | –        |
| Selejtező (döntő)  | 860 $    | –        |
| Selejtező (2. kör) | 460 $    | –        |
| Selejtező (1. kör) | 265 $    | –        |